# Borawskie-Awissa
Borawskie-Awissa [t͡sfaˈlinɨ ˈmawɛ] es un pueblo de Radziłów, Condado de Grajewo, Voivodato de Podlaquia, al noreste de Polonia. Se sitúa aproximadamente a 23 km al sur de Grajewo y a 62 km al oeste de Białystok.
El pueblo tiene 147 habitantes.